# Necrolemur
Necrolemur es un género extinto de primate haplorrino que existió en Europa durante el Eoceno.
El Necrolemur es el miembro de grupo de los tarseros cuyos fósiles están mejor conservados.
Este animal de 25 cm de largo, se asemejaba bastante a un tarsero; era un cazador nocturno con ojos y orejas muy grandes. Necrolemur tenía dientes afilados, los cuales usaba posiblemente para penetrar el caparazón de los insectos. Como los tarseros modernos, también poseía los dedos de las manos y los pies largos, y una cola oscilante y alargada. También se caracterizaba por su rostro corto, con un espacio estrecho entre los ojos, un hueso ectotimpánico tubular y un cerebro relativamente grande.